# Regionalwahlkreis Graz
Der Regionalwahlkreis Graz (ehemals Wahlkreis 6A) war ein Regionalwahlkreis in Österreich, der bei Wahlen zum Nationalrat für die Vergabe der Mandate im ersten Ermittlungsverfahren gebildet wurde. Der Wahlkreis umfasste die Stadt Graz.
Bei der Nationalratswahl 2008 waren im Regionalwahlkreis Graz 189.925 Personen wahlberechtigt, wobei bei der Wahl die Österreichische Volkspartei (ÖVP) mit 23,0 % als stärkste Partei hervorging. Neben der ÖVP erreichte auch die Sozialdemokratische Partei Österreichs (SPÖ) als einzige Partei eines der fünf zu vergebenden Grundmandate.
Mit der Nationalratswahl 2013 wurde der Regionalwahlkreis Graz vom Regionalwahlkreis Graz und Umgebung abgelöst.

## Geschichte
Nach dem Ende des Staates Österreich-Ungarn wurden für das Gebiet der Steiermark mit der Wahlordnung 1918 für die Wahl der konstituierenden Nationalversammlung vier Wahlkreise geschaffen, wobei für das Gebiet des heutigen Regionalwahlkreises der Wahlkreis Graz und Umgebung (Wahlkreis 20) gebildet wurde, der neben der Stadt Graz auch den Gerichtsbezirk Graz Umgebung umfasste. Nachdem die Wahlordnung von 1923 von der austrofaschistischen Regierung 1934 außer Kraft gesetzt worden war, wurde die ursprüngliche Einteilung der Wahlkreise nach dem Zweiten Weltkrieg mit dem Verfassungsgesetz vom 19. Oktober 1945 weitgehend wieder eingeführt. Mit der Nationalrats-Wahlordnung 1971 kam es zu einer tiefgreifenden Wahlkreisreform, mit der die Anzahl der Wahlkreise in Österreich auf nur noch neun reduziert wurde. Für das Bundesland Steiermark bestand in der Folge nur noch ein Wahlkreis, der Wahlkreis Steiermark (Wahlkreis 6). Mit Inkrafttreten der Nationalrats-Wahlordnung 1992 wurde das österreichische Bundesgebiet schließlich in 43 Regionalwahlkreise unterteilt und somit ein drittes Ermittlungsverfahren eingeführt, wobei Graz zum Wahlkreis Graz (Wahlkreis 6A) wurde. 1993 wurden dem Regionalwahlkreis fünf Mandate zugewiesen, wobei die Neuberechnung der Mandatsverteilung im Jahr 2002 (nach den Ergebnissen der Volkszählung 2001) zu keinen Veränderungen führte. Im Zuge der Zusammenlegung von Bezirken im Bundesland Steiermark kam es per 1. Jänner 2013 auch zu einer Neuordnung der Regionalwahlkreise im Bundesland Steiermark. Dadurch wurde der Regionalwahlkreis Graz mit dem Bezirk Graz-Umgebung aus dem Regionalwahlkreis Steiermark Mitte zum Regionalwahlkreis Graz und Umgebung verschmolzen.
Nach der Gründung des Regionalwahlkreises erzielten drei verschiedene Parteien die Mehrheit in der Stadt Graz. Bei den Nationalratswahlen 1994 und 1995 ging die SPÖ als stimmenstärkste Partei aus der Wahl hervor, wobei sie 1995 mit 35,0 % ihr bisher bestes Ergebnis erreichte. Bei der Nationalratswahl 1999 belegte die Freiheitliche Partei Österreichs (FPÖ) mit 29,8 % den 1. Platz, wobei die auch ihr bisher bestes Ergebnis war. Seit 2002 konnte die ÖVP jeweils den ersten Platz erreichen, wobei ihr mit 40,6 % im Jahr 2002 das beste Ergebnis gelang. Die Grünen – Die Grüne Alternative (GRÜNE) belegten seit 2002 jeweils den dritten Platz in Graz, wobei sie 2008 mit 19,0 % nur noch knapp hinter der ÖVP und der SPÖ lagen. Auch das Bündnis Zukunft Österreich (BZÖ) konnte bei der letzten Wahl im Jahr 2008 mit 12,0 % punkten. In Graz erzielte auch das Liberale Forum (LIF) gute Ergebnisse, wobei das LIF beim erstmaligen Antreten im Jahr 1994 9,6 % erzielen konnte.

## Wahlergebnisse
| Nationalratswahlen im Regionalwahlkreis Graz | Nationalratswahlen im Regionalwahlkreis Graz | Nationalratswahlen im Regionalwahlkreis Graz | Nationalratswahlen im Regionalwahlkreis Graz | Nationalratswahlen im Regionalwahlkreis Graz | Nationalratswahlen im Regionalwahlkreis Graz | Nationalratswahlen im Regionalwahlkreis Graz | Nationalratswahlen im Regionalwahlkreis Graz | Nationalratswahlen im Regionalwahlkreis Graz | Nationalratswahlen im Regionalwahlkreis Graz |
| Wahltermin                                   | GM                                           |                                              | ÖVP                                          | SPÖ                                          | FPÖ                                          | GRÜNE                                        | BZÖ                                          | LIF                                          | Sonstige                                     |
| -------------------------------------------- | -------------------------------------------- | -------------------------------------------- | -------------------------------------------- | -------------------------------------------- | -------------------------------------------- | -------------------------------------------- | -------------------------------------------- | -------------------------------------------- | -------------------------------------------- |
| 9. Oktober 1994                              |                                              | Stimmenanteile (%)                           | 21,4                                         | 30,6                                         | 25,4                                         | 11,0                                         | -                                            | 9,6                                          | 2,0                                          |
| 9. Oktober 1994                              | 5                                            | Grundmandate                                 | 1                                            | 1                                            | 1                                            | -                                            | -                                            | 0                                            | 0                                            |
| 17. Dezember 1995                            |                                              | Stimmenanteile (%)                           | 25,6                                         | 35,0                                         | 22,0                                         | 7,1                                          | -                                            | 8,4                                          | 1,9                                          |
| 17. Dezember 1995                            | 5                                            | Grundmandate                                 | 1                                            | 1                                            | 1                                            | 0                                            | -                                            | 0                                            | 0                                            |
| 3. Oktober 1999                              |                                              | Stimmenanteile (%)                           | 22,8                                         | 27,5                                         | 29,8                                         | 10,8                                         | -                                            | 6,2                                          | 2,9                                          |
| 3. Oktober 1999                              | 5                                            | Grundmandate                                 | 1                                            | 1                                            | 1                                            | 0                                            | -                                            | 0                                            | 0                                            |
| 24. November 2002                            |                                              | Stimmenanteile (%)                           | 40,6                                         | 30,9                                         | 10,1                                         | 15,1                                         | -                                            | 1,4                                          | 2,1                                          |
| 24. November 2002                            | 5                                            | Grundmandate                                 | 2                                            | 1                                            | 0                                            | 0                                            | -                                            | 0                                            | 0                                            |
| 1. Oktober 2006                              |                                              | Stimmenanteile (%)                           | 32,3                                         | 29,8                                         | 11,5                                         | 18,0                                         | 3,5                                          | -                                            | 4,9                                          |
| 1. Oktober 2006                              | 5                                            | Grundmandate                                 | 1                                            | 1                                            | 0                                            | 0                                            | 0                                            | -                                            | 0                                            |
| 28. September 2008                           |                                              | Stimmenanteile (%)                           | 23,0                                         | 22,3                                         | 15,2                                         | 19,0                                         | 12,0                                         | 3,6                                          | 4,9                                          |
| 28. September 2008                           | 5                                            | Grundmandate                                 | 1                                            | 1                                            | 0                                            | 0                                            | 0                                            | 0                                            | 0                                            |